# Alexandre-Bache-Elzéar d'Arbaud de Jouques
Pour les articles homonymes, voir Arbaud.
Alexandre-Bache-Elzéar d'Arbaud de Jouques, dit le « Comte d'Arbaud », né le 26 septembre 1720 à Aix-en-Provence et mort dans les prisons de la même ville le 26 novembre 1793, est un officier de marine et administrateur colonial du XVIIIe siècle. Il termine sa carrière avec le grade de Lieutenant général des armées navales.

## Biographie

### Origines et famille
Il est un membre de la  famille d'Arbaud, famille de la noblesse provençale qui donna plusieurs magistrats au Parlement de Provence,.

### Carrière dans la Marine royale
Il entre jeune dans la Marine royale. Il a quinze ans lorsqu'il intègre une compagnie de gardes de la Marine le 6 juillet 1735, et est nommé successivement enseigne de vaisseau le 10 octobre 1745, lieutenant de vaisseau le 25 mai 1754, puis capitaine de vaisseau le 15 janvier 1762. 
Nommé gouverneur de Guadeloupe le 24 octobre 1775, il occupe ce poste entre 1776 et 1782. Entretemps, il continue à s'élever au sein de la hiérarchie militaire. Il est promu chef d'escadre le 1er juin 1778 puis lieutenant général des armées navales le 12 janvier 1782. Il est fait commandeur de l'ordre royal et militaire de Saint-Louis par brevet du 25 août 1785 et reçoit une pension de 3 000 livres sur le budget de l'ordre.
Emprisonné à Aix comme suspect, au mois de septembre 1793, il meurt sans descendance le 26 novembre suivant dans les prisons de la ville. Il avait  épousé à la Guadeloupe, en 1778 Gabrielle de Bonnet-Costefrède, sa nièce, veuve de M. de Laugier-Saint-André, 

## Distinctions
- Commandeur de l'Ordre royal et militaire de Saint-Louis

### Sources et bibliographie
- Gustave Chaix d'Est-Ange Dictionnaire des familles françaises anciennes ou notables à la fin du XIXe siècle, 1903, tome 1, page 272 à 274.
- François Alexandre Aubert de La Chesnaye-Desbois Dictionnaire de la noblesse, 1770, tome 1, page 336.